# Stefan Hristov
Pour les articles homonymes, voir Hristov.
Stefan Koychev Hristov,  né le 12 juillet 1985 à Stara Zagora, est un coureur cycliste bulgare.

## Biographie
En 2013, il représente son pays lors de la course en ligne des championnats du monde. Il termine l'épreuve à la 95e place, dans un groupe d'attardés arrivé avec 8 min et 55 s de retard sur le vainqueur.

## Palmarès
- 2006
  -  Médaillé d'argent au championnat des Balkans du contre-la-montre espoirs
  - 3e du championnat de Bulgarie sur route espoirs
- 2008
  - 2e du championnat de Bulgarie sur route
- 2010
  - Tour de Trakya :
    - Classement général
    - 1re et 4e étapes

  - 4e étape du Tour de la Marmara
- 2012
  - Grand Prix Dobrich II
- 2013
  - 5e étape du Tour de Bulgarie
- 2014
  -  Champion de Bulgarie du contre-la-montre
  - Tour de Szeklerland :
    - Classement général
    - 2e et 3ea (contre-la-montre) étapes
- 2015
  - Tour de Bulgarie :
    - Classement général
    - 2e étape

  - 2e du championnat de Bulgarie sur route
- 2016
  - 2e du North Cyprus Cycling Tour
  - 3e du Tour de Mersin
- 2018
  - 3e du championnat de Bulgarie sur route
  - 3e du championnat de Bulgarie du contre-la-montre

## Classements mondiaux
| Année           | 2008 | 2009 | 2010 | 2011 | 2012 | 2013 | 2014 | 2015 | 2016 |
| --------------- | ---- | ---- | ---- | ---- | ---- | ---- | ---- | ---- | ---- |
| UCI Africa Tour |      |      | 163e |      |      |      |      |      |      |
| UCI Asia Tour   |      |      | 270e |      |      |      |      |      |      |
| UCI Europe Tour | 408e |      | 178e | 623e | 308e | 552e | 182e | 103e | 835e |